# منطقه خودمختار

کشورهایی که به صورت قانونی حداقل یک منطقهٔ خودمختار دارند

منطقهٔ خودمختار به منطقه‌ای در تقسیمات کشوری گفته می‌شود که دارای درجه‌ای از خودمختاری است و از تعدادی از قوانین خارجی مستثنی است و معمولاً به صورت جغرافیایی از بقیه بخش‌های کشور از نظر جمعیتی و فرهنگی جدا شده‌است و اقلیت فرهنگی با اجتماعی را در خود جای داده‌است.